# 夢いっぱい!東京ディズニーリゾート
『夢いっぱい!東京ディズニーリゾート』（ゆめいっぱい!とうきょうディズニーリゾート）は日本の千葉県浦安市にある東京ディズニーリゾート（東京ディズニーランド・東京ディズニーシー）の情報を伝えるミニ番組である。2008年4月開始。現在は放送終了。
制作はジャパンイメージコミュニケーションズ（JIC）。ステレオ放送およびハイビジョン制作。この番組は旅チャンネル（スカパー!あるいはケーブルテレビ）または地上波では日本各地のテレビ局で放送されていた。
正味の放送時間は3分間であるが、地域によってはステーションブレイク枠を含む5分間のミニ番組枠で放送されていた。また、番組のいちコーナーとして放送している地域もある（放送局および放送時間については後述）。

## 番組内容
- この番組は東京ディズニーランドおよび東京ディズニーシーのアトラクションやお店の情報、現在開催中のイベント（今後開催予定のイベントも含む）の情報を伝えている。
- 毎月1号（前半）と2号（後半）の2回放送であるが、地域によっては1号のみの放送となる。
- レポーターと「キャスト」と呼ばれるアトラクションの案内人との駆け引きも見もの。
- 番組最後にはプレゼントコーナーがある。なお、プレゼントの宛先は各放送局になっていた。

## 放送局・放送時間

### 独立した番組で放送している局
放送局名が太字のものは毎月2回放送していることを表す。
| 放送地域      | 放送局             | 系列                  | 放送曜日                            | 放送時間     | 備考                               |
| ------------- | ------------------ | --------------------- | ----------------------------------- | ------------ | ---------------------------------- |
| 日本全国      | 旅チャンネル       | スカパー! スカパー!e2 | 第2土曜日・日曜日 第4土曜日・日曜日 | 19:57～20:00 | 土曜日が初回放送、日曜日が再放送。 |
| 青森県        | 青森朝日放送       | テレビ朝日系列        | 第2水曜日 第4水曜日                 | 15:55～16:00 |                                    |
| 秋田県        | 秋田朝日放送       | テレビ朝日系列        | 第2水曜日 第4水曜日                 | 20:54～21:00 |                                    |
| 岩手県        | 岩手朝日テレビ     | テレビ朝日系列        | 第2月曜日 第4月曜日                 | 11:25～11:30 |                                    |
| 山形県        | テレビユー山形     | TBS系列               | 第2火曜日                           | 9:55～10:00  | 1号（前半）のみ。                  |
| 長野県        | 長野朝日放送       | テレビ朝日系列        | 第2土曜日 第4土曜日                 | 17:25～17:30 |                                    |
| 千葉県        | チバテレ           | 独立UHF局             | 第2月曜日 第4月曜日                 | 18:55～19:00 |                                    |
| 東京都        | TOKYO MX           | 独立UHF局             | 毎週土曜日                          | 7:25～7:30   |                                    |
| 富山県        | チューリップテレビ | TBS系列               | 第4月曜日                           | 11:25～11:30 | 2号（後半）のみ。                  |
| 石川県        | 北陸朝日放送       | テレビ朝日系列        | 第2日曜日                           | 11:45～11:50 | 1号（前半）のみ。                  |
| 愛知県        | テレビ愛知         | テレビ東京系列        | 毎週土曜日                          | 7:25～7:30   |                                    |
| 大阪府        | テレビ大阪         | テレビ東京系列        | 第2金曜日                           | 9:55～10:00  | 1号（前半）のみ。                  |
| 鳥取県 島根県 | 山陰放送           | TBS系列               | 第2月曜日 第4月曜日                 | 9:55～10:00  |                                    |
| 山口県        | 山口朝日放送       | テレビ朝日系列        | 第2月曜日 第4月曜日                 | 13:55～14:00 |                                    |
| 徳島県        | 四国放送           | 日本テレビ系列        | 第2土曜日 第4土曜日                 | 9:50～9:55   |                                    |
| 愛媛県        | あいテレビ         | TBS系列               | 第2土曜日                           | 9:25～9:30   | 1号（前半）のみ。                  |
| 高知県        | テレビ高知         | TBS系列               | 第4日曜日                           | 17:55～18:00 | 2号（後半）のみ。                  |
| 長崎県        | 長崎文化放送       | テレビ朝日系列        | 第2土曜日 第4土曜日                 | 14:55～15:00 |                                    |
| 熊本県        | 熊本朝日放送       | テレビ朝日系列        | 第2金曜日 第4金曜日                 | 13:57～14:00 |                                    |
| 沖縄県        | 琉球朝日放送       | テレビ朝日系列        | 第2日曜日 第4日曜日                 | 15:25～15:30 |                                    |

1. ↑  旅チャンネルを配信しているケーブルテレビ局でも視聴可能。

### 番組のコーナーとして放送している局
放送局名が太字のものは毎月2回放送していることを表す。なお、表記の時間は各番組の放送時間であり、コーナーの放送時間を表してはいない。
| 放送地域      | 放送局             | 系列                                         | 番組名                      | 放送曜日・時間                    | 備考                             |
| ------------- | ------------------ | -------------------------------------------- | --------------------------- | --------------------------------- | -------------------------------- |
| 北海道        | HTB                | テレビ朝日系列                               | ヒットコム                  | 第3火曜日 11:20～11:25            | 1号（前半）のみ。                |
| 宮城県        | 東北放送           | TBS系列                                      | 得盛!満腹テレビ             | 第2月曜日 9:55～10:25             | 1号（前半）のみ。                |
| 福島県        | テレビユー福島     | TBS系列                                      | グーテン                    | 第2金曜日 9:55～10:50             | 1号（前半）のみ。                |
| 山梨県        | テレビ山梨         | TBS系列                                      | はなきんマーケット          | 第2金曜日 10:50～11:30            | 1号（前半）のみ。                |
| 新潟県        | 新潟テレビ21       | テレビ朝日系列                               | スーパーJチャンネルにいがた | 第2火曜日・第4火曜日 18:53～18:59 | この番組のみコーナーの放送時間。 |
| 静岡県        | 静岡朝日テレビ     | テレビ朝日系列                               | とびっきり!しずおか         | 第2金曜日・第4金曜日 16:50～18:55 |                                  |
| 栃木県        | とちぎテレビ       | 独立UHF局                                    | 朝生とちぎ                  | 第2水曜日・第4水曜日 6:45～7:55   |                                  |
| 群馬県        | 群馬テレビ         | 独立UHF局                                    | あさいち・朝生・情報通      | 第2金曜日・第4金曜日 6:55～8:30   |                                  |
| 埼玉県        | テレ玉             | 独立UHF局                                    | ごごたま                    | 第2火曜日・第4火曜日 5:15～6:00   |                                  |
| 神奈川県      | tvk                | 独立UHF局                                    | 1230アッと!!ハマランチョ    | 第2火曜日・第4火曜日 12:30～14:00 |                                  |
| 富山県        | チューリップテレビ | TBS系列                                      | プレなび!                   | 第2金曜日 9:55～10:30             | 1号（前半）のみ。                |
| 福井県        | 福井放送           | 日本テレビ系列 テレビ朝日系列 クロスネット局 | おじゃまっテレ              | 第2金曜日・第4金曜日 16:54～17:50 |                                  |
| 岡山県 香川県 | 西日本放送         | 日本テレビ系列                               | とことん!土曜〜び!!         | 第2土曜日・第4土曜日 14:55～15:55 |                                  |
| 高知県        | テレビ高知         | TBS系列                                      | じゃらん!2モーニング        | 第2土曜日 9:25～10:20             | 1号（前半）のみ。                |
| 福岡県        | RKB毎日放送        | TBS系列                                      | 今日感テレビ日曜版          | 第2日曜日 12:54～13:54            | 1号（前半）のみ。                |
| 大分県        | 大分放送           | TBS系列                                      | おはようナイスキャッチ      | 第2火曜日 9:55～10:20             | 1号（前半）のみ。                |
| 鹿児島県      | 南日本放送         | TBS系列                                      | ときめきワイド              | 第2水曜日・第4水曜日 15:00～15:30 |                                  |